# Ailersbach (Höchstadt an der Aisch)

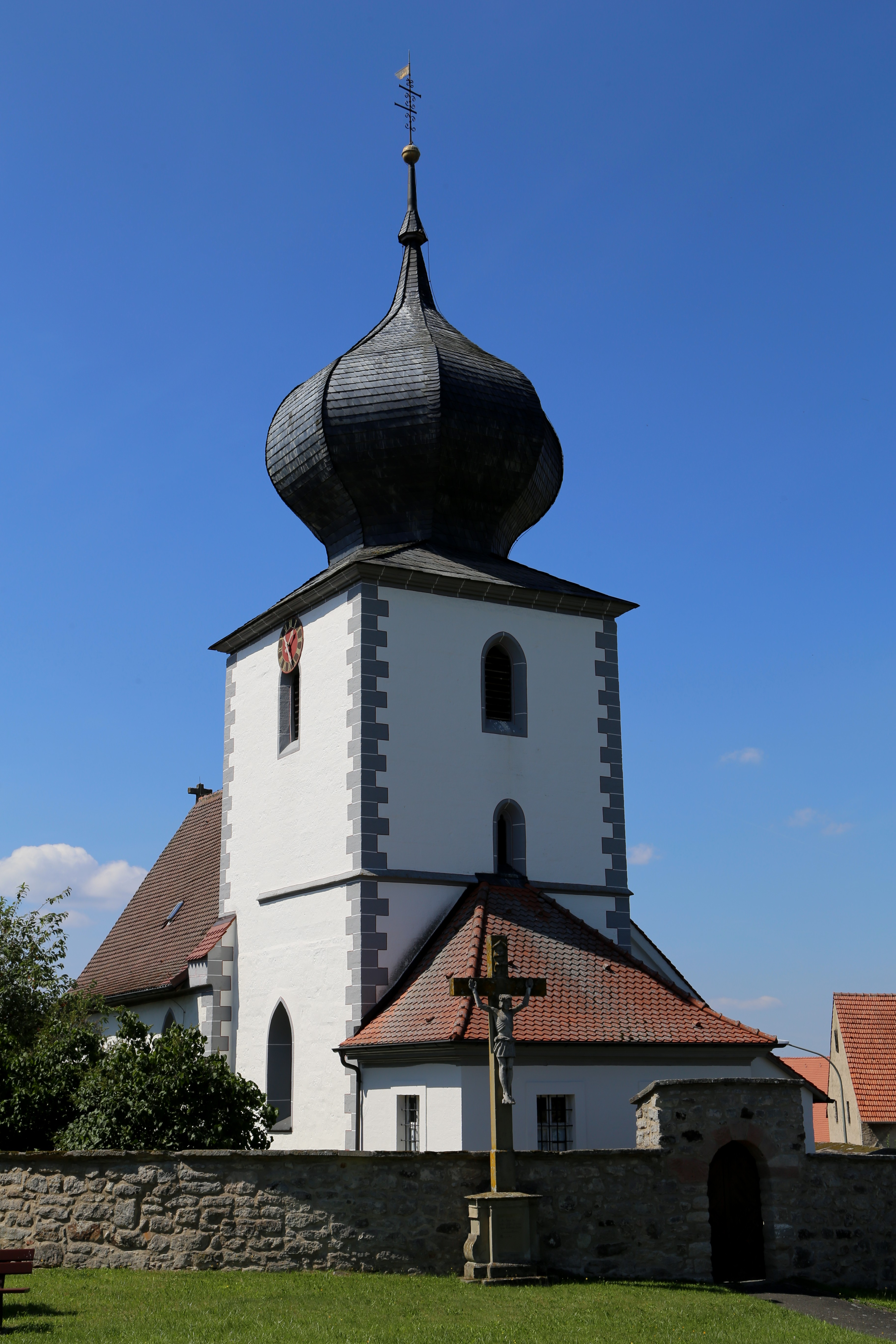
Katholische Filialkirche St. Martin

Ailersbach ist ein Gemeindeteil der Stadt Höchstadt an der Aisch im Landkreis Erlangen-Höchstadt (Mittelfranken, Bayern). Ailersbach liegt in der Gemarkung Boxbrunn.

## Geografie
Das Kirchdorf liegt am Ailersbach, der unmittelbar nordwestlich des Ortes die Ailersbacher Weiher speist. Der Ailersbach fließt weiter westlich in ein weitverzweigtes Netz von rechten Nebenflüssen der Aisch. Südlich des Ortes grenzt das Waldgebiet Langholz an. Unmittelbar südwestlich befindet sich der Steinberg (324 m ü. NHN).
Die Kreisstraße NEA 1/ERH 27 verläuft nach Rohensaas (1,5 km südwestlich) bzw. zur Staatsstraße 2263 bei Boxbrunn (1,4 km südöstlich). Die Kreisstraße ERH 18 führt nach Schwarzenbach (1,7 km nordwestlich). Eine Gemeindeverbindungsstraße verläuft nach Großneuses (1,2 km südöstlich).

## Geschichte
Die Hohe und Niedere Gerichtsbarkeit lag von Anbeginn beim Hochstift Bamberg. Im Ort waren Lonnerstädter Ministerialen begütert, wie z. B. aus einer Urkunde des Jahres 1408 hervorgeht, in der der Verkauf eines Hofes erwähnt wird. Die Lonnerstädter Ansprüche gelangten über viele Umwege an die Reichsstadt Nürnberg. Im 18. Jahrhundert gehörte die eine Hälfte des Zehnts zu Ailersbach der Reichsstadt Nürnberg, die andere Hälfte der Markgrafschaft Bayreuth.
Die Martinskapelle, die jetzige Filialkirche, wurde 1468 errichtet. Während der Reformation gab es Streitigkeiten der protestantischen Pfarrei Lonnerstadt mit der katholischen Pfarrei Höchstadt um die Zugehörigkeit von Ailersbach. 1612 waren auf den acht Lehengütern des Ortes die Familien bis auf eine lutherisch. Nach langen Auseinandersetzungen beendete ein Vertrag zwischen der Reichsstadt Nürnberg und dem Würzburger Bischof Johann Philipp Franz von Schönborn 1701 den Streit, indem Höchstadt alle Pfarrrechte an Ailersbach zugesprochen wurden.
Gegen Ende des 18. Jahrhunderts gab es in Ailersbach sechs Anwesen und ein Gemeindehirtenhaus. Das Hochgericht übte das bambergische Centamt Höchstadt aus, was aber vom brandenburg-bayreuthischen Kasten- und Jurisdiktionsamt Dachsbach angefochten wurde. Die Dorf- und Gemeindeherrschaft hatte das Amt Höchstadt, das auch alleiniger Grundherr der sechs Gütlein war.
Im Rahmen des Gemeindeedikts wurde Ailersbach dem 1811 gebildeten Steuerdistrikt Kairlindach und der 1813 gebildeten Ruralgemeinde Kairlindach zugewiesen. Mit dem Zweiten Gemeindeedikt (1818) wurde es in die neu gebildete Ruralgemeinde Boxbrunn umgemeindet.
Am 1. Mai 1978 wurde Ailersbach im Zuge der Gebietsreform in die Stadt Höchstadt an der Aisch eingegliedert.

### Baudenkmäler
- Katholische Filialkirche St. Martin mit Kirchhofmauer
- Zwei Bildstöcke

### Einwohnerentwicklung
| Jahr      | 001818 | 001861 | 001871 | 001885 | 001900 | 001925 | 001950 | 001961 | 001970 | 001987 |
| Einwohner | 67     | 66     | 61     | 73     | 73     | 66     | 74     | 70     | 64     | 51     |
| Häuser    | 10     |        |        | 11     | 12     | 10     | 11     | 11     |        | 12     |
| Quelle    | [ 9 ]  | [ 10 ] | [ 11 ] | [ 12 ] | [ 13 ] | [ 14 ] | [ 15 ] | [ 16 ] | [ 17 ] | [ 1 ]  |

## Religion
Der Ort ist römisch-katholisch geprägt und nach St. Georg (Höchstadt an der Aisch) gepfarrt. Die Einwohner evangelisch-lutherischer Konfession sind nach St. Kilian (Kairlindach) gepfarrt.